# Граний (дуумвир)
Гра́ний (лат. Granius; убит в 78 году до н. э., вилла между Кумами и Путеолами, Италия, Римская республика) — италийский политический деятель, дуумвир города Путеолы, ставший виновником смерти Луция Корнелия Суллы.
Граний (его преномен неизвестен) был одним из высших магистратов города Путеолы в Кампании. Во время диктатуры Луция Корнелия Суллы италийские общины были обложены специальным налогом на восстановление храма Юпитера Капитолийского в Риме; в Путеолах этот налог тоже взимался, и Граний должен был внести собранные деньги в римскую казну. Узнав, что Сулла смертельно болен, дуумвир решил придержать деньги, планируя их присвоить. Сулла, узнав об этом, пришёл в ярость, вызвал Грания на свою виллу и приказал своим слугам его удавить. При этом от криков у Луция Корнелия начался очередной приступ болезни, и он скоропостижно скончался.